# Transformers: War for Cybertron
Transformers: War for Cybertron (укр. Трансформери: Війна за Кібертрон) — відеогра жанру шутера від третьої особи, частина франшизи «Трансформери», розроблена компанією High Moon Studios та видана Activision 22 червня 2010 року для Windows, PlayStation 3, Xbox 360 і Wii (як Transformers: Cybertron Adventures). Для Nintendo DS гра вийшла в двох версіях, з кампаніями за Автоботів та Десептиконів, виконана в двовимірній графіці.
Дія гри відбувається на планеті Кібертрон, ще до прибуття трансформерів на Землю. Події обертаються навколо речовини темного енергону, яку лідер Десептиконів Меґатрон прагне використати для встановлення своєї влади над Кібертроном, чому протистоять Автоботи.

## Ігровий процес

Автоботи у перестрілці з Десептиконами

### Основи
Гравець керує роботом трансформером, борючись із численними ворогами для просування за сюжетом. Роботи мають по два режими: людиноподібний і альтернативний, коли робот набуває вигляду і можливостей якогось механізму. Але деякі рівні побудовані так, що їх можна пройти тільки в альтернативному режимі — автомобіля чи літака.
Кожен трансформер має шкалу міцності (запас енергону), при вичерпанні якої загине і гра продовжиться з останньої точки збереження. Шкала поділена на частини, де невичерпана частина з часом відновлюється. Персонаж має початкову основну зброю, яку може змінити на будь-яку знайдену, а також взяти кілька гранат. У різних трансформерів є дві спеціальних можливості. Перша активується за бажанням гравця, але мусить якийсь час перезаряджатися. Друга вимагає ресурсу енергону, який випадає з переможених ворогів і контейнерів. На рівнях трапляються ремонтні куби, силові поля й турелі, що допомагають у виконанні завдань.

### Режими
Кампанія налічує 10 розділів, впродовж яких гравець керує різними трансформерами, спочатку Десептиконами, потім Автоботами. У кожному з розділів дається на вибір три робота з різними здібностями і озброєнням. В спільній кампанії гра відбувається з друзями, а крім простого проходження сюжету може відбуватися змагання за набраними очками. Якщо персонаж гравця загине, він лежатиме, поки не буде оживлений іншими гравцями.
У мультиплеєрі гравці мають змогу створювати власних трансформерів із заданих частин на кшталт голів, рук, ніг тощо, та обирати їх колір. Персонажі поділяються на 4 класи:
- Розвідник (англ. Scout) — невеликий та швидкий, але вразливий, альтернативна форма — легковий автомобіль. Здатний маскуватися, здійснювати ривки, закладати приманки і позначати цілі для союзників.
- Лідер (англ. Leader) — середнього розміру, збалансований, альтернативна форма — позашляховик. Може посилювати союзників, ставити захисне поле, закладати бомби та змушувати противників лишатися в певній формі.
- Солдат (англ. Soldier) — великий і міцний, але повільний, альтернативна форма — танк. Здатний розкручуватись, атакуючи кілька противників одночасно, стрибати на противників, вимикати їхні спеціальні ворожі вміння та посилювати союзників.
- Науковець (англ. Scientist) — середнього розміру, швидкий, альтернативна форма — літак. Може лікувати союзників і бачити рівень їх міцності, розкидати противників, ставити турелі, викачувати з противників енергон і маскуватися під противників.

У режимі мультиплеєру пропонується кілька типів командної гри:
- Командний смертельний матч (англ. Team deathmatch) — трансформери поділяються на дві команди і змагаються у знищенні одне одного. Перемагає та команда, що першою знищить 40 противників.
- Смертельний матч (англ. Deathmatch) — кожен грає сам за себе. Перемагає той, хто першим знищить 40 противників.
- Завоювання (англ. Conquest) — команди змагаються за володіння точками, що приносять очки. Перемагає та, що першою набере 400 очок.
- Код сили (англ. Code of power) — кожна команда повинна захопити та принести на свою базу ворожий прапор, захищаючи свій.
- Відлік до вимирання (англ. Countdown to extinction) — метою є тричі закласти на ворожій базі бомбу.
- Боротьба за владу (англ. Power struggle) — команди змагаються за володіння точками, як у «Завоюванні», але їх захоплення миттєве.

В окремому мультиплеєрному режимі «Ескалація» слід разом відбивати напади хвиль ворогів, які стають сильнішими з кожним разом. З переможених ворогів випадає енергон, який витрачається на ремонт, купівлю зброї і боєприпасів. Набираючи в мультиплеєрі досвід, персонаж розблоковує нові деталі для робота.

### Персонажі
| Автоботи                                             | Автоботи                                 | Автоботи                                             | Автоботи                                          |
| ---------------------------------------------------- | ---------------------------------------- | ---------------------------------------------------- | ------------------------------------------------- |
| - Арсі - Еарейд - Бамблбі                            | - Айронхайд - Джазз - Джетфайр           | - Омега Суприм - Оптимус Прайм - Ретчет - Скаттершот | - Сайдсвайп - Сілверболт - Варпаз - Зета Прайм    |
| Десептикони                                          |                                          |                                                      |                                                   |
| - Беррікейд - Браул - Брейкдаун - Деденд - Демолішер | - Френзі - Лейзербік - Меґатрон - Онслот | - Рамбл - Шоквейв - Скайворп - Сліпстрім             | - Саундвейв - Старскрім - Тандекрекер - Триптикон |

## Сюжет

### Кампанія Десептиконів
Колишній чемпіон гладіаторських арен Меґатрон із загоном Десептиконів прагне відновити велич рідної планети Кібертрон та стати її правителем. Він нападає на орбітальну базу, керовану Старскрімом, щоб добути колись схований там Автоботами смертоносний темний енергон. Ця речовина спотворює все, з чим стикається, і викликає в трансформерів жорстокість. Меґатрон іде на таран своїм кораблем і зустрічає опір Старскріма, але все ж доходить до джерела темного енергону. Меґатрон не тільки переживає контакт з ним, а й бере під свій контроль. Переможений Старскрім, побачивши, яку силу дає темний енергон, пропонує Меґатрону свою службу в обмін на певну владу. Стурбовані цим Автоботи спішать повідомити новину своїм товаришам. Меґатрон приймає пропозицію і дає завдання знайти та відновити енергонний міст, за допомогою якого можна виробляти більше темного енергону.
Для отримання контролю над Кібертроном лідер Десептиконів планує ввести темний енергон у ядро планети, чим підірвати силу Автоботів. Однак омега-ключ від ядра знаходиться під охороною. Добувши контейнер з ним, Десептикони бачать, що всередині порожньо. Зета Прайм насміхається з лиходіїв і каже, що ключ в нього. Зібравши оперативну групу, Меґатрон штурмує базу Автоботів і разом з Саундвейвом і Брейкдауном перемагає самовпевненого Зету. Проте шуканий омега-ключ тільки випускає справжній ключ — древнього трансформера Омегу Суприма, який довго переслідує лиходіїв. Користуючись нагодою, Старскрім оголошує Меґатрона загиблим, а себе правителем Десептиконів. Зустрівши Меґатрона знову, він змушений виправдатися і повернутися під його командування.
Меґатрон та його поплічники заражають темним енергоном батареї, від яких живиться Омега Суприм, і так долають його. Тепер Меґатрон безперешкодно добирається до ядра планети і поширює темний енергон всім Кібертроном, проголошуючи себе його володарем.

### Кампанія Автоботів
Бамблбі розшукує Оптимуса, щоб передати йому термінове повідомлення. Оптимус рятує його від Десептиконів і дізнається новину — Зета Прайм загинув, в той час як Рада Старійшин переховується. Оптимус бере на себе тимчасове командування обороною міста Іакон, де ворожі машини поширюють темний енергон.
Під час сутички за столицю Автоботів у центр зв'язку Декагон приходить повідомлення від Зети Прайма, насправді живого і ув'язненого в столиці Десептиконів Каоні. Оптимус вирішує звільнити колишнього лідера, для чого з друзями здається в полон. Потрапивши в Каон, вони потрапляють до в'язниці Саундвейва, котрий відправляє їх на «переробку» — розстріл. В останній момент їх рятує Еарейд, Автоботи пробиваються далі, однак знову опиняються у в'язниці, наповненій комахоподібними Інсектиконами. Їм вдається втекти і підняти у бунт полонених Автоботів, після чого дістатися до камери з Зетою. Визволити лідера їм перешкоджає Саундвейв з Френзі. Після бою Саундвейв змушений тікати, але Зета Прайм гине.
Оптимус приносить тіло Зети Прайма на Раду Старійшин. Рада вирішує зробити Оптимуса лідером Автоботів, давши звання Прайма. Він повинен дістатися до ядра Кібертрона і реактивувати його з метою усунути темний енергон. Оптимус та його команда визволяють Омегу Суприма, щоб той відкрив шлях до ядра. Дорогою вглиб планети Автоботам зустрічається місцева кібернетична фауна, яка допомагає пробратися крізь кристали темного енергону. Добравшись до ядра, Оптимус Прайм дізнається від нього, що ядро повинне вимкнутися, і тоді з часом очиститься від темного енергону, проте це займе мільйони років. До того часу трансформери не зможуть вижити на Кібертроні. Оптимус розуміє, що трансформери повинні знайти іншу планету для життя і дає всім наказ покинути Кібертрон.
Шлях кораблям блокує орбітальна станція Меґатрона, що розстрілює кораблі біженців. Оптимус відправляє на знищення станції ескадрилью Аероботів, якою командує Сілверболт. Їм вдається перевантажити реактор станції, тоді вона обстрілює Іакон. Аероботи розуміють, що вона теж трансформер і ламають її модуль трансформації. Станція набуває своєї основної форми величезного Десептикона Триптикона. Той падає на Кібертрон, Оптимус Прайм, Бамблбі і Айронхайд на поверхні планети знищують його та спостерігають за евакуацією. До відльоту готується корабель, на якому відлетить і Оптимус — «Ковчег». В оригінальному мультсеріалі «Трансформери: Генерація один» саме на ньому трансформери потрапили на Землю.

## Продовження
- Transformers: Fall of Cybertron — продовження, що вийшло в серпні 2012 року для Windows, PlayStation 3 і Xbox 360 та в серпні 2016 для PlayStation 4 та Xbox One. Сюжет розгортається за 6 днів до старту «Ковчега» і пов'язує події Transformers: War for Cybertron з подіями мультсеріалу «Трансформери: Генерація 1».

## Оцінки й відгуки
| Агрегатор    | Оцінка                                   |
| ------------ | ---------------------------------------- |
| GameRankings | 76.25% (PC) 78.47 % (PS3) 79.45 % (X360) |
| Metacritic   | 75/100 (PC) 77/100 (PS3) 76/100 (X360)   |

| Видання       | Оцінка |
| ------------- | ------ |
| 1Up.com       | B+     |
| Destructoid   | 8/10   |
| Eurogamer     | 6/10   |
| Game Informer | 8.5/10 |
| GamePro       | [ 13 ] |
| GameSpot      | 6.5/10 |
| IGN           | 9/10   |

Згідно з Артуром Ґієсом у IGN, «High Moon створили шутер, який винагороджує як стратегічне мислення, так і важкі експерименти». Видовищні трансформації роботів, відкриті бої та обґрунтованість застосування різних режимів дають у результаті, що «Transformers: War for Cybertron приносить більше задоволення, ніж будь-який нещодавній шутер від третьої особи». Гра не позбавлена недоліків, а саме просідань частоти кадрів і надто непередбачуваних битв із босами, що можуть убити єдиним ударом.
Том Макшеа в GameSpot писав, що кампанія складна та одноманітна, проте кооперативний режим її проходження та багатокористувацькі змагання добре розважають. Кібертрон зображений оригінально, хоча йому бракує різних краєвидів і тому «Легко співпереживати прагненню Меґатрона до влади, коли ти бачиш, у якому депресивному світі він так довго перебував». Бої мало потребують тактичного мислення, натомість невеликі ділянки кожного рівня побудовані спеціально для транспортної форми трансформера, що рятує від монотонності боїв.
Джеймс Стефані Стерлінг у Destructoid похвалив, що як з точки зору графіки, так і художнього стилю, Transformers: War for Cybertron має чудовий вигляд. Він заснований на оригінальному мультсеріалі, проте додає власного бачення, що доповнюється якісним озвученням трансформерів. Обидві кампанії доволі короткі, але їх можна повторювати з різними персонажами та проходити в кооперативному режимі для трьох гравців. До того ж гра пояснює багато ключових сюжетних моментів усієї франшизи, як-от прихід до влади Оптимуса Прайма та приєднання Старскріма до Десептиконів. Сюжет напрочуд напружений та вигадливий. У той же час багатокористувацькі змагальні режими та «Ескалація» пропонують замало можливостей і надто вимогливі до злагодженості гравців. Тому «Transformers: War for Cybertron — це приголомшливий крок уперед для франшизи».